# Mato Grande (região do Rio Grande do Norte)

Localização da região do Mato Grande no Rio Grande do Norte.

Mato Grande é uma região do estado do Rio Grande do Norte. Compreende todos os municípios das microrregiões da Baixa Verde e do Litoral Nordeste. Apresenta uma posição geopolítica estratégica, uma vez que está localizada no ponto mais próximo do continente europeu e é servida por três rodovias: a BR-406, a BR-101, que permite a ligação litorânea com o sul do País.
A população da região do Mato Grande, segundo dados do IBGE em 2004, era de 131.863 habitantes, sendo 60.827 residentes nas áreas urbanas dos municípios, enquanto que 71.036 habitantes residem nas áreas rurais.
O território da região do Mato Grande abrange uma área de 4.514,3 km, compreendendo 8,5% da área do estado.
O IDH médio da região é de 0,599, bem abaixo da média do estado.

## Municípios
Dos doze municípios integrantes a região do Mato Grande, cinco são litorâneos e os demais são interioranos. Desses, dois municípios têm uma função polarizadora como centro de serviços comerciais e de prestação de serviço: João Câmara e Touros.
| Município             | Microrregião     |
| --------------------- | ---------------- |
| Bento Fernandes       | Baixa Verde      |
| Jandaíra              | Baixa Verde      |
| João Câmara           | Baixa Verde      |
| Maxaranguape          | Litoral Nordeste |
| Parazinho             | Baixa Verde      |
| Pedra Grande          | Litoral Nordeste |
| Pureza                | Litoral Nordeste |
| Poço Branco           | Baixa Verde      |
| Rio do Fogo           | Litoral Nordeste |
| São Miguel do Gostoso | Litoral Nordeste |
| Taipu                 | Litoral Nordeste |
| Touros                | Litoral Nordeste |

## Tremores de terra
Essa região do estado é susceptível a tremores de terra pois há duas falhas tectônicas na região:
- a falha tectônica de Poço Branco no município de mesmo nome; e
- a falha tectônica de Samambaia no município de João Câmara.

João Câmara, no ano de 1986, já foi palco de um dos maiores tremores de terra do país, com 5,1 na escala Richter.
Existe, ainda, uma possibilidade de existir uma terceira falha geológica na região.